# Яушев, Исфар Кашфиевич
Исфар Кашфиевич Яушев (3 января 1933 — 14 декабря 1988) — советский учёный, доктор физико-математических наук, профессор, лауреат Государственной премии СССР (1981).
Родился в с. Аминь Кандринского района Башкирской АССР.
Окончил Белебеевское педагогическое училище (1951) и физико-математический факультет Ташкентского государственного университета по специальности «математик, учитель математики» (1957). Работал учителем средней школы в г. Янги-Ер (1957—1958), инспектором РОНО г. Топки Кемеровской области (1958—1959).
С 1959 года в Сибирском отделении АН СССР: младший научный сотрудник отдела прикладной математики Института математики; с 1963 г. в Вычислительном центре: младший научный сотрудник лаборатории конечно-разностных методов, ведущий конструктор (1966), старший научный сотрудник (1968).
С 1976 г. зав. лабораторией численных методов газовой динамики Института теоретической и прикладной механики (ИТПМ).
С 1971 г. по совместительству работал в Новосибирском университете: ассистент, и. о. доцента (1973), доцент (1977), и. о. профессора (1984), профессор (1987) кафедры вычислительных методов механики сплошной среды.
Решил ряд задач математической физики (об определении собственных частот упругих систем, нелинейные задачи диффузии, задача Эйлера в картографии).
Доктор физико-математических наук (1984, тема диссертации «Численные и аналитические исследования течения газа в каналах сложной формы»), профессор по кафедре вычислительных методов механики сплошных сред (1988).
Публикации:
- Итерационный метод расчета двумерных дозвуковых установившихся внутренних течений идеальной сжимаемой жидкости / Г. С. Хакимзянов, И. К. Яушев. — Новосибирск : ИТПМ, 1987. — 30 с. : ил.; 21 см.
- Н. Н. Яненко, И. К. Яушев, «Об одной абсолютно устойчивой схеме интегрирования уравнений гидродинамики», Разностные методы решения задач математической физики. Часть 1, Сборник работ, Тр. МИАН СССР, 74, Наука, М., 1966, 141—146
- О расчёте давления в двумерных стационарных задачах динамики идеальной жидкости. Г. С. Хакимзянов, И. К. Яушев. Ж. вычисл. матем. и матем. физ., 24:10 (1984), 1557—1564

Лауреат Государственной премии СССР (1981, совместно с В. М. Фоминым) — за работу в области автоматизации проектирования.